# Barnase
La barnase est une ribonucléase bactérienne de 110 résidus d'acides aminés ; le nom « barnase » est un mot-valise pour l'anglais bacterial RNase. Cette enzyme catalyse le clivage de l'ARN à la suite d'un résidu de guanosine, c'est-à-dire sur son côté 3’. La catalyse emploie un mécanisme acide-base faisant intervenir les résidus de glutamate Glu73 et d'histidine His102, le premier comme base et le second comme acide. Le résidu de lysine Lys27 est également indispensable à l'activité enzymatique en se liant à l'état de transition du substrat, et ce bien qu'il n'intervienne pas directement dans la catalyse.
La barnase est synthétisée et sécrétée par la Bacillus amyloliquefaciens, une bactérie. Elle est létale pour la cellule lorsqu'elle n'est pas exprimée avec son inhibiteur, la barstar, une protéine qui forme avec cette enzyme un complexe à l'interaction protéine-protéine particulièrement forte tant que l'ensemble demeure dans le cytoplasme,. Cet inhibiteur couvre le site actif de l'enzyme, ce qui empêche cette dernière de dégrader l'ARN à l'intérieur de la cellule. 
La barnase n'a pas de pont disulfure et n'a besoin d'aucun cation métallique divalent ni de groupe prosthétique pour adopter la conformation de son état natif. Elle a par conséquent fait l'objet de nombreuses recherches pour comprendre les mécanismes du repliement des protéines,,.